# الحصات (حبيش)

تعديل مصدري - تعديل

الحصات هي إحدى قرى عزلة بني معين بمديرية حبيش التابعة لمحافظة إب، بلغ تعداد سكانها 262 نسمة حسب تعداد اليمن لعام 2004.